# Buschvipern
Die Buschvipern (Atheris) sind eine Gattung ausschließlich in Afrika verbreiteter Giftschlangen aus der Familie der Vipern (Viperidae) mit 8 bis 12 bekannten Arten. Es handelt sich um Schlangen, die durch die Ausbildung eines Greifschwanzes und einer Veränderung der Bauchbeschuppung vor allem für das Leben in den Bäumen angepasst sind.

## Merkmale
Die Arten der Buschvipern sind vor allem an eine arboricole, also eine Lebensweise in den Bäumen, angepasst. Sie besitzen entsprechend eine Reihe von abgeleiteten Merkmalen gegenüber den primär bodenlebenden Vipernarten wie etwa den nahe verwandten Puffottern (Bitis) und den Sandrasselottern (Echis).
Alle Buschvipern sind mit maximalen Körperlängen von 60 bis 80 Zentimetern relativ klein, außerdem sind sie ausgesprochen schlank und seitlich abgeflacht, damit sind sie deutlich leichter gebaut als bodenlebende Vipern. Der Kopf ist breit und durch einen schmalen Hals deutlich vom Körper abgesetzt. Der Schwanz ist einrollbar und somit zum Greifen und Festhalten an Ästen geeignet. In der Färbung können Buschvipern ein großes Spektrum annehmen, von Braun- und Grüntönen bis zu intensiven Gelb- oder Blaufärbungen.
Die Kopfoberseite ist von vielen kleinen und meistens glatten Kopfschuppen bedeckt, größere Kopfschilde existieren bei Buschvipern nicht. Die Augen besitzen senkrechte Pupillen und sind von den Supralabialia durch eine bis drei Schuppenreihen und von den Nasalia durch zwei bis drei Schuppen getrennt. Eine besondere Ausformung der Überaugenschuppen findet sich bei der Usambara-Buschviper (A. ceratophora); hier sind die Schuppen augenbrauenähnlich verlängert.
Die Rückenschuppen sind stark gekielt und überlappen sich gegenseitig, die ventralen Schuppen sind kleiner und weniger stark gekielt. Um die Körpermitte besitzen Buschvipern zwischen 14 und 36 Schuppenreihen. Die Ventralia sind abgerundet, die Arten besitzen zwischen 133 und 175 dieser Bauchschilde. Daran schließen sich die Analplatte und 38 bis 67 ungeteilte Subcaudalia an.

## Verbreitung und Lebensraum
Die Verbreitung der Buschvipern ist auf Afrika beschränkt, dabei kommen alle Arten in Zentralafrika vor. Als westlichste Arten gelten die Schwarzgrüne Buschviper (A. nitschei) mit Vorkommen in Guinea sowie die erst 2002 beschriebene Atheris hirsuta aus der Elfenbeinküste.

## Systematik
Die Gattung Atheris wurde erstmals von Edward Drinker Cope 1862 beschrieben. Er nutzte hierfür Individuen der Westlichen Buschviper (A. chlorechis), die vorher in der heute nicht mehr existierenden Gattung Chlorechis geführt wurden.

### Externe Systematik
Innerhalb der Echten Vipern (Viperinae) werden die Buschvipern mit der Sumpfviper (Proatheris superciliaris) als einziger Art der Gattung Proatheris, der Ostafrikanischen Bergotter (Montatheris hindii) als einziger Art der Gattung Montatheris sowie der Uzungwe-Viper (Adenorhinos barbouri) als einziger Art der Gattung Adenorhinos zu einem monophyletischen Taxon Atherini zusammengefasst. Die Gattungen Proatheris und Montatheris wurden bei einer Revision der Gattung Atheris aufgrund ihrer morphologischen und immunologischen Unterschiede der Plasma-Albumine zu den anderen Atheris-Arten 1996 als neue Gattungen eingeführt.
Dabei stellt die Sumpfviper wahrscheinlich als ursprünglichste Art die Schwesterart aller anderen Atherini dar, die genaue phylogenetische Stellung der Ostafrikanische Bergotter ist unbekannt und die Uzungwe-Viper ist nach dem DNA-Befund von Lenk et al. 2001 trotz morphologischer Unterschiede die Schwesterart der Usambara-Buschviper (Atheris ceratophora) innerhalb der Buschvipern. Die Buschvipern stellen entsprechend in Bezug auf diese 1965 ausgegliederte Uzungwe-Viper kein natürliches Taxon dar, die Schlange wird entsprechend bei einer erneuten Revision wieder in die Atheris eingeordnet werden.

### Interne Systematik
Je nach Quelle umfasst die Gattung eine unterschiedliche Anzahl von Arten. So wurden bis 2011 zwischen acht und zwölf Arten aufgeführt. Hinzu kommt die erst 2011 erstbeschriebene A. matildae.
Nach der Reptile Database sind momentan (Stand: Dezember 2022) 18 Arten der Gattung Atheris bekannt:
- Atheris acuminata Broadley, 1998
- Atheris anisolepis Mocquard, 1887
- Uzungwe-Viper (Atheris barbouri Loveridge, 1930)
- Atheris broadleyi Lawson, 1999
- Usambara-Buschviper (Atheris ceratophora Werner, 1896)
- Westliche Buschviper (Atheris chlorechis (Pel, 1852))
- Mount-Kenya-Buschviper (Atheris desaixi Ashe, 1968)
- Atheris hetfieldi Ceríaco, Marques & Bauer, 2020
- Atheris hirsuta Ernst & Rödel, 2002
- Rauschuppen-Buschviper (Atheris hispida Laurent, 1955)
- Shaba-Buschviper (Atheris katangensis De Witte, 1953)
- Atheris mabuensis Branch & Bayliss, 2009
- Atheris matildae Menegon, Davenport & Howell, 2011
- Atheris mongoensis Collet & Trape, 2020
- Schwarzgrüne Buschviper (Atheris nitschei Tornier, 1902)
- Atheris rungweensis Bogert, 1940
- Grüne Buschviper (Atheris squamigera Hallowell, 1854)
- Tiefland-Buschviper (Atheris subocularis Fischer, 1888)

## Belege

### Zitierte Belege
Die Informationen dieses Artikels entstammen zum größten Teil den unter Literatur angegebenen Quellen, darüber hinaus werden folgende Quellen zitiert:
1. 1 2  ITIS unterscheidet nur 8 Arten, Mallow et al. führen 12 Arten auf
2. ↑  H.-W. Herrmann, U. Joger: Evolution of viperine snakes. In: Symp zool. Soc. London. 70, 1997, S. 43–61.
3. ↑  D. G. Broadley: A review of the tribe Atherini (Serpentes: Viperidea), with the descriptions of two new genera. In:  African Journal of Herpetology. 45, 1996, S. 40–48.
4. ↑  Lenk, P., S. Kalayabina, M. Wink & U. Joger: Evolutionary relationships among the true vipers (Reptilia: Viperidae) inferred from mitochondrial DNA sequences. In: Molecular Phylogenetics and Evolution. 19, 2001, S. 94–104 (Volltext-PDF; 139,5 kB).
5. ↑  Michele Menegon, Tim R.B. Davenport, Kim M. Howell: Description of a new and critically endangered species of Atheris (Serpentes: Viperidae) from the Southern Highlands of Tanzania, with an overview of the country’s tree viper fauna. In: Zootaxa. 3120, 2011; S. 43–54 (Abstract PDF; 19 kB).
6. ↑  Atheris In: The Reptile Database